# Uliocnemis calliptera
Uliocnemis calliptera là một loài bướm đêm trong họ Geometridae.